# Cesar (Portugal)
Pour les articles homonymes, voir César.
Cesar est une paroisse civile portugaise (en portugais : freguesia) de la municipalité d'Oliveira de Azeméis dans le district d'Aveiro.

## Géographie
Cesar est située dans l'Aire métropolitaine de Porto, au nord de la municipalité d'Oliveira de Azeméis. La paroisse est limitrophe de Santa Maria da Feira.

## Démographie
Lors du recensement de 2021, Cesar compte 3 072 habitants.